# 아시아 속주
아시아 속주(Provincia Asia)는 고대 로마 시대의 아나톨리아반도 서부에 위치한 속주다.
페르가몬 왕국의 마지막 왕인 아탈로스 3세 에우에르게테스 필로메토르(제위 BCE 138~133)가 기원전113년 왕국을 자신의 유산으로 로마에 기증하면서 로마의 아시아 속주가 되었다.
이 속주는 7세기까지 유지된다.